# المعسوق (يهر)

تعديل مصدري - تعديل

المعسوق هي إحدى قرى عزلة يهر بمديرية يهر التابعة لمحافظة لحج، بلغ تعداد سكانها 92 نسمة حسب تعداد اليمن لعام 2004.